# Bilbeis
Bilbeis (copta: Phelbs; em árabe: بلبيس) é uma antiga cidade-fortificada na fronteira oriental da região sul do Delta do Nilo no Egito.

## História
Bilbeis teve um papel importante nos conflitos pelo controle do cargo de vizir durante o período do Califado Fatímida: primeiro em 1164, quando Xircu foi cercado na cidade pelas forças combinadas do vizir de Aladide, Xauar, e do rei de Jerusalém Amalrico I por três meses; novamente em 1168, quando a cidade foi tomada de assalto pelo exército de Amalrico, que tomou a cidade após três dias em 4 de novembro e massacrou os habitantes. Esta atrocidade enfureceu os coptas, que viam nos cruzados libertadores, mas que sofreram tanto quanto os muçulmanos em Bilbeis. Os coptas deixaram de apoiar os cruzados e se uniram aos seus vizinhos - e companheiros de sofrimento - não-cristãos contra os invasores. 
Em 1798, suas fortificações foram reconstruídas por ordem de Napoleão. 

## Atualidade
A cidade é pequena, mas densamente povoada. É ali que se encontra a Academia da Força Aérea Egípcia, que abriga a maior escola pública em al-Zafer. 